# Università degli Studi di Trieste
L'Università degli Studi di Trieste è un'università statale italiana fondata nel 1924 come Regia Università degli Studi Economici e Commerciali. Prima ancora esisteva la Scuola Superiore di Commercio - Fondazione Revoltella, istituita nel 1877 in conformità alle volontà testamentarie del barone Pasquale Revoltella.

## Storia

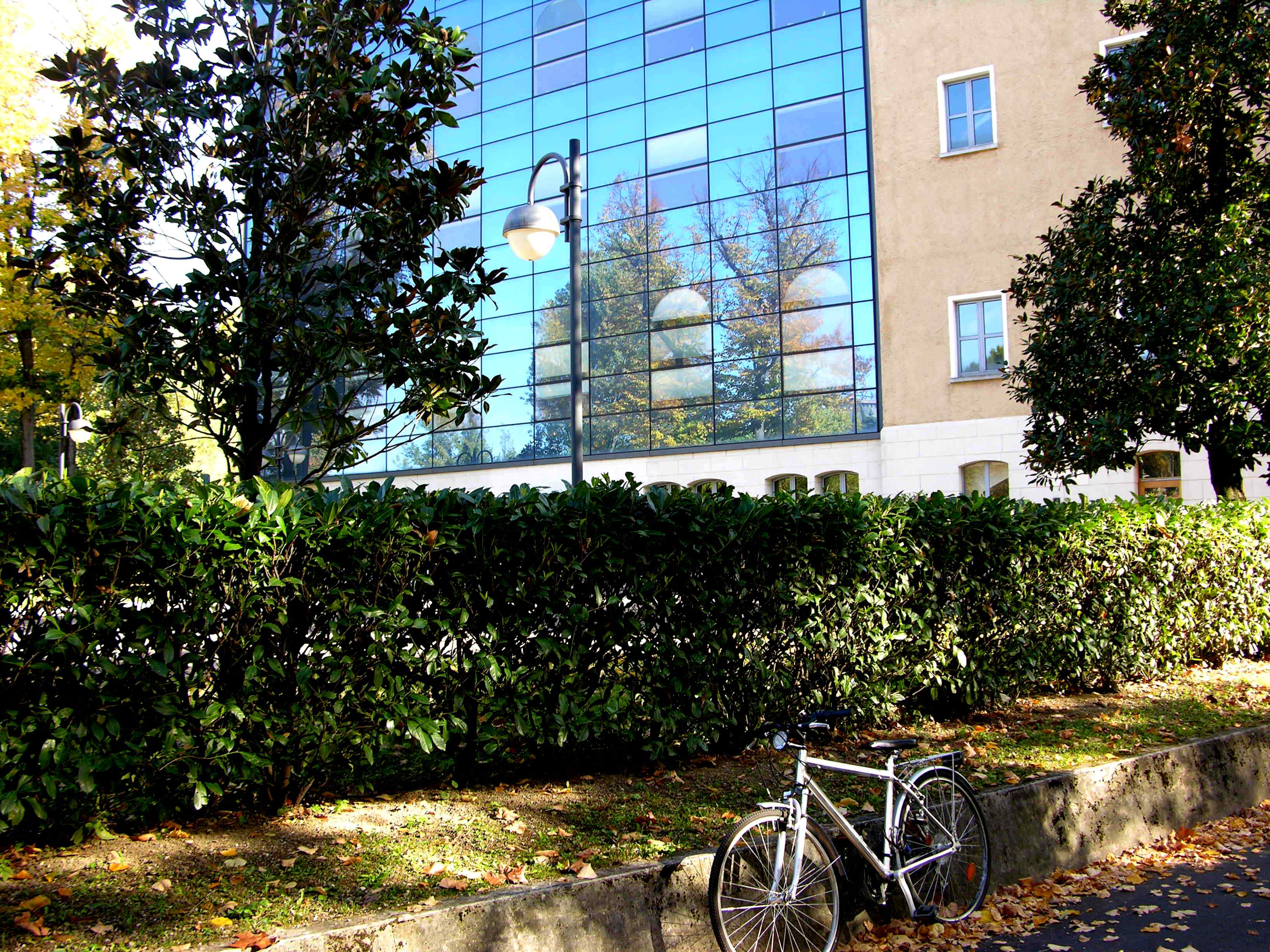
La sede di Gorizia

L'aspirazione a fare di Trieste sede universitaria, negli anni antecedenti alla prima guerra mondiale, fu al centro di acute tensioni fra la componente italiana della città e le autorità austriache, che rifiutarono ripetutamente di darvi seguito. Dopo l'annessione di Trieste all'Italia, la Scuola Superiore venne parificata, nel 1919, agli altri istituti superiori di commercio esistenti, per divenire quindi Università, con regio decreto dell'8 agosto 1924, n. 1338. Nel 1938, con l'istituzione della facoltà di Giurisprudenza, andata ad affiancare quella di Economia e Commercio, l'Ateneo assurge a Studium Generale, assumendo la denominazione di Regia Università degli Studi. Nello stesso anno, dopo la solenne posa della prima pietra, avvenuta il 19 settembre 1938 alla presenza del capo del governo, Benito Mussolini, inizia la costruzione della sede centrale dell'Ateneo in posizione dominante sul colle di Scoglietto, realizzata dall'impresa di costruzioni Ulisse Igliori di Roma, su progetto degli architetti Raffaello Fagnoni e Umberto Nordio.
Gli eventi bellici e le vicende del dopoguerra, con l'incerto destino della città, rallentarono, pur senza comprometterlo del tutto, lo sviluppo dell'Ateneo.
La facoltà di Ingegneria, istituita con legge 8 agosto 1942, n. 1135, limitatamente alla sezione navale, poté essere organizzata su più corsi di laurea solo nell'immediato dopoguerra; nello stesso periodo, un ordine del 22 luglio 1946 del Governo Militare Alleato, che allora amministrava la città, istituiva la facoltà di Scienze Matematiche, Fisiche e Naturali, mentre un precedente provvedimento, di data 8 novembre 1945, aveva formalizzato la nascita della facoltà di lettere e filosofia, già deliberata nel settembre 1943, con autonoma determinazione del corpo accademico. Sempre sotto l'amministrazione militare anglo-americana, il 3 novembre 1950, veniva portato a termine, e inaugurato dal ministro Gonnella, l'edificio centrale di colle Scoglietto, ove si insediavano le facoltà di Economia e Commercio, Giurisprudenza e Scienze matematiche, fisiche e naturali.
Il ritorno a Trieste dell'amministrazione italiana, celebrato dall'Università con il conferimento della laurea honoris causa in Economia e Commercio al Presidente della Repubblica Luigi Einaudi, il 4 novembre 1954, consentì l'avvio e la realizzazione di nuove consistenti opere edilizie attorno al corpo centrale dell'Università e l'istituzione di nuove facoltà (Farmacia, Magistero, Medicina e chirurgia, e più tardi Scienze Politiche).
Ulteriore ampliamento derivò all'Ateneo dal d.P.R. 6 marzo 1978, n. 102, che parificava alle altre facoltà la Scuola superiore di lingue moderne per interpreti e traduttori (SSLMIT). Da ultimo, infine, venivano istituite le facoltà di Psicologia, nel 1997, e di Architettura, nel novembre 1998.

## Struttura
L'Università degli Studi di Trieste è attualmente organizzata nei seguenti dieci dipartimenti:

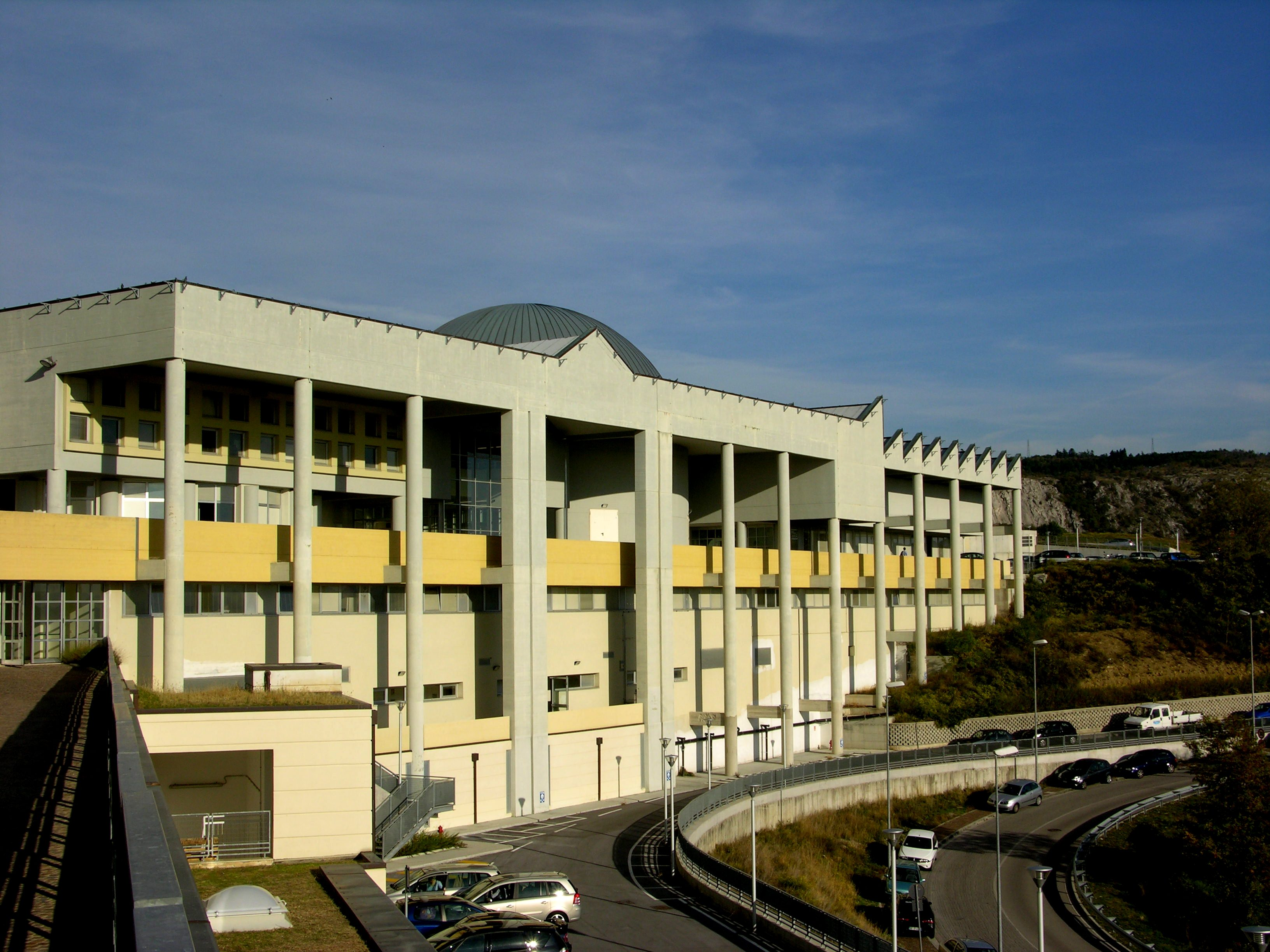
Sede della Facoltà di medicina

- Clinico di scienze mediche, chirurgiche e della salute
- Fisica
- Ingegneria e architettura
- Matematica, informatica e geoscienze
- Scienze chimiche e farmaceutiche
- Scienze economiche, aziendali, matematiche e statistiche
- Scienze giuridiche, del linguaggio, dell'interpretazione e della traduzione
- Scienze politiche e sociali
- Scienze della vita
- Studi umanistici

## Sistema bibliotecario
Il Sistema bibliotecario di ateneo gestisce il polo locale del Servizio bibliotecario nazionale ed è composto da oltre 1.700.000 volumi e 14.000 tra periodici cartacei ed elettronici.

## Casa editrice

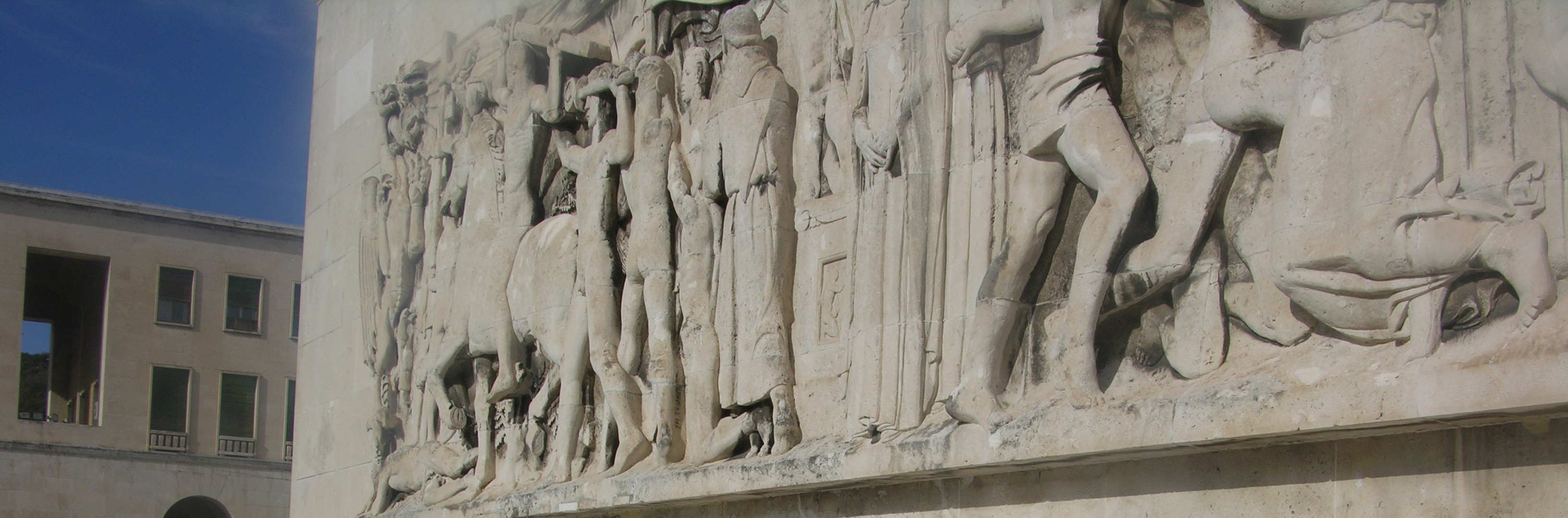
Bassorilievo sulla facciata dell'ala destra dell'edificio principale

EUT Edizioni Università di Trieste è la casa editrice di ateneo nata nel novembre 2005.

## Sistema museale

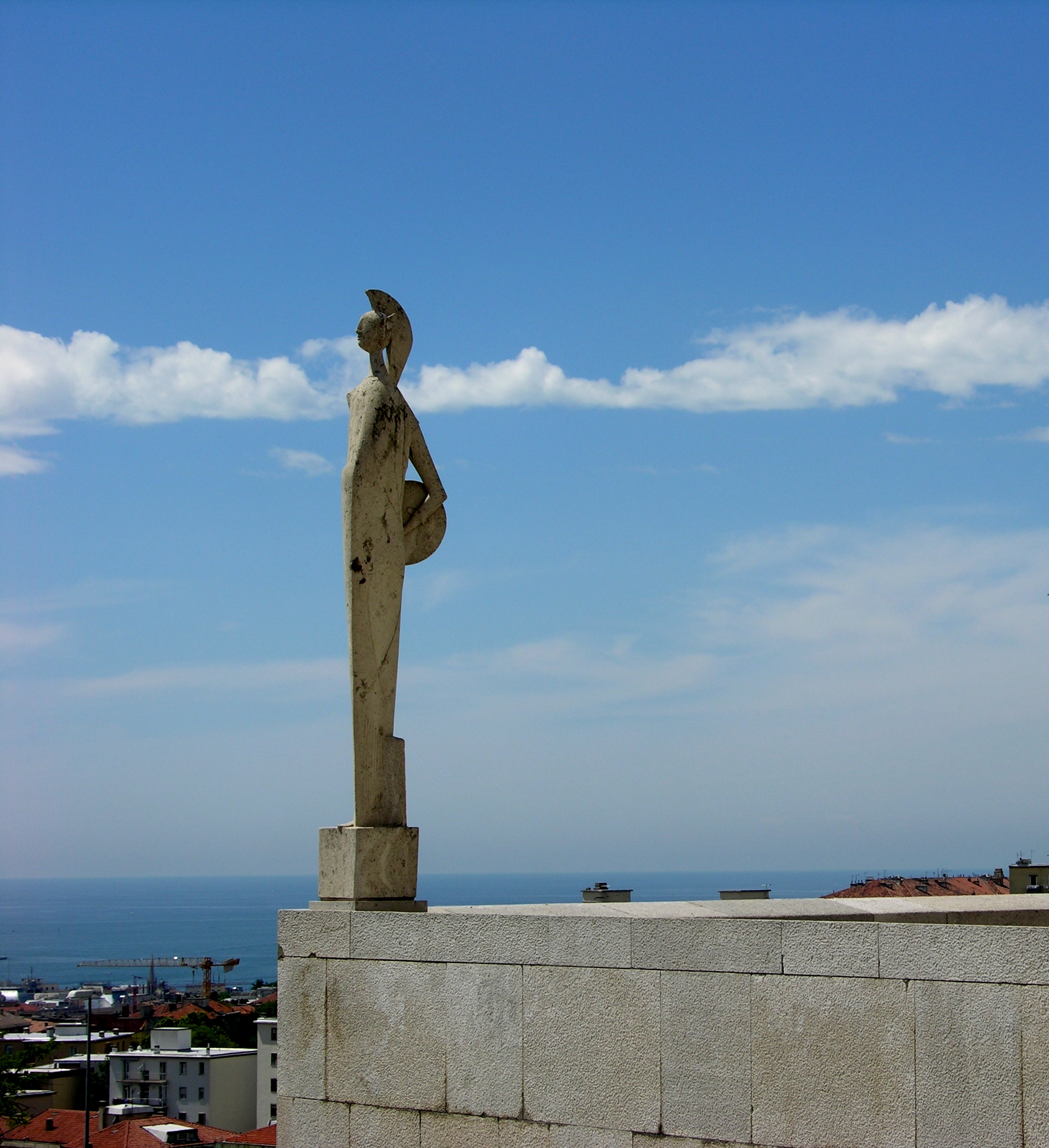
Statua della Minerva (Marcello Mascherini)

Il sistema museale dell'Ateneo di Trieste (SmaTs) è una rete in costruzione intorno a un nucleo costituito da alcuni siti museali: il museo di mineralogia e petrografia, il museo biologico e orto botanico (con annessa serra del caffè) e il Fondo librario "Marcello Finzi" del Dipartimento di scienze giuridiche, del linguaggio, dell'interpretazione e traduzione. Nel caso dei quadri, una quarantina di opere – anche di artisti quali Marcello Mascherini, Giuseppe Santomaso, Afro Basaldella, Nino Perizi, Ottone Rosai, Leonor Fini – fu acquisita a seguito dell'Esposizione nazionale di pittura italiana contemporanea, promossa nel 1953 dall'Ateneo, in collaborazione con la Soprintendenza. Dal 2010, per il vincolo collezionistico apposto dal Ministero per i beni e le attività culturali, la collezione ha trovato definitiva e unitaria collocazione nelle sale del Rettorato. 
L'opera simbolo dell'Università, la Minerva di Mascherini, viene presentata alla Quadriennale di Roma del 1954 e direttamente acquistata per l'Università. Una seconda grande opera dello scultore è L'Anello degli Argonauti (1949), dal diametro di 12 m, simbolo della rinascita di una storica tradizione imprenditoriale triestina rappresentata dalla cantieristica e della città stessa, e visibile tutt'oggi sospeso nell'Aula Magna.

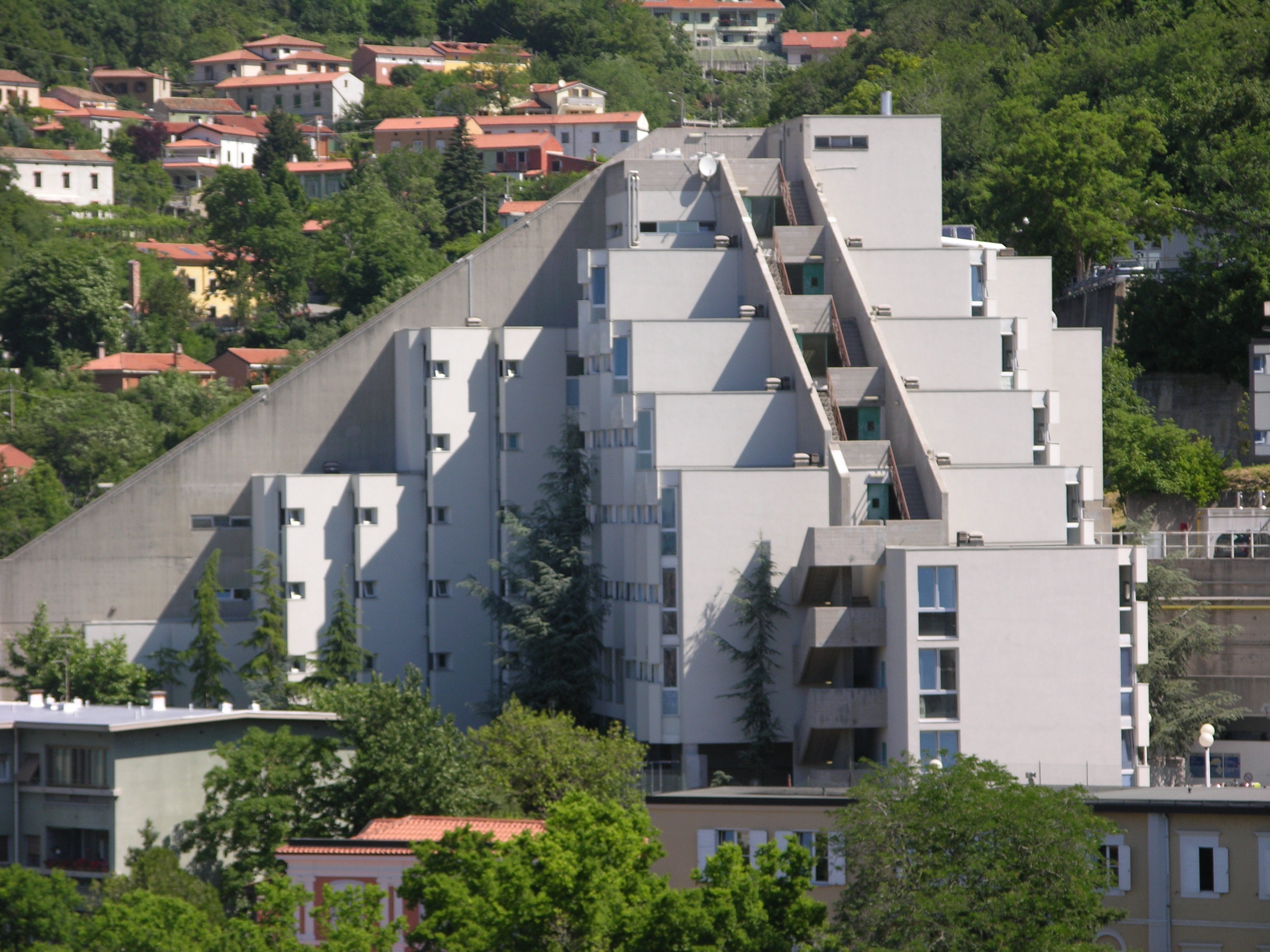
Casa dello studente E4 (ARDiS FVG).

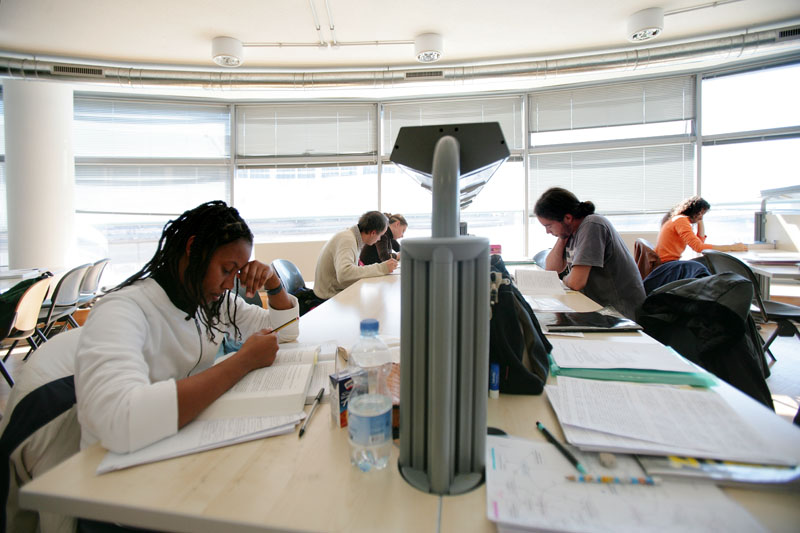
Studenti nella sala studio dell'ed. H3

## Associazioni studentesche
L'Università di Trieste partecipa ad associazioni quali ESN (Erasmus Student Network), AEGEE (Association des Etats Généraux des Etudiants de l'Europe / European Students' Forum), AIESEC (Association Internationale des Etudiants en Sciences Economiques et Commerciales), EESTEC (Electrical Engineering Students' European assoCiation) ed ELSA (European Law Students' Association). Dal 2008, è attiva anche l'associazione senza fini di lucro RadioInCorso, che gestisce l'omonima web-radio degli studenti dell'università. Inizialmente, si sviluppa come laboratorio multimediale, successivamente diventa testata giornalistica e inizia a trasmettere ventiquattro ore al giorno. Dal dicembre 2013 è attiva la sede locale dell'Associazione italiana studenti di odontoiatria con sede presso l'ospedale Maggiore di Trieste.

## Rettori
- 1924-1926: Alberto Asquini
- 1926-1930: Giulio Morpurgo
- 1930-1939: Manlio Udina
- 1940-1942: Giannino Ferrari dalle Spade
- 1942-1944: Mario Enrico Viora
- 1944-1945: Giorgio Roletto
- 1945-1946: Salvatore Satta
- 1946-1952: Angelo Ermanno Cammarata
- 1952-1958: Rodolfo Ambrosino
- 1958-1972: Agostino Origone
- 1972-1981: Giampaolo de Ferra
- 1981-1990: Paolo Fusaroli
- 1990-1997: Giacomo Borruso
- 1997-2003: Lucio Delcaro
- 2003-2006: Domenico Romeo
- 2006-2013: Francesco Peroni
- 2013-2013: Sergio Paoletti
- 2013-2019: Maurizio Fermeglia
- 2019-2025: Roberto Di Lenarda
- dal 2025: Donata Vianelli